# Museu da Tapeçaria do Turquemenistão
O Museu da Tapeçaria do Turquemenistão é um museu que expõe tapeçaria e se localiza em Asgabade, capital do Turquemenistão.
Inaugurado em 24 de outubro de 1994, tem a maior coleção de tapetes turquemenos do mundo. A sua coleção de tapeçaria tradicional turquemena vai desde a Idade Média até ao século XX, e inclui mais de 1000 tapetes dos séculos XVIII e XIX. Além desta coleção de tapetes antigos, tem muitos artigos relacionados com a cultura turquemena. No primeiro piso expõem-se os tapetes Tekke e Sarik. Os tapetes Tekke são enormes e dão fama ao museu como uma das atrações turísticas principais de Asgabade.